# Godfrey, Illinois
Godfrey är en ort (village) i Madison County, i delstaten Illinois, USA. Enligt United States Census Bureau har orten en folkmängd på 17 952 invånare (2011) och en landarea på 89,7 km².